# Microdon argentinae
Microdon argentinae är en tvåvingeart som beskrevs av Hull 1937. Microdon argentinae ingår i släktet myrblomflugor, och familjen blomflugor. Inga underarter finns listade i Catalogue of Life.